# Nelepeč-Žernůvka
Nelepeč-Žernůvka település Csehországban, a Brno-vidéki járásban. Nelepeč-Žernůvka Předklášteří, Dolní Loučky, Úsuší és Vohančice településekkel határos. Lakosainak száma 74 fő (2024. január 1.).

## Népesség
A település lakosságának változását az alábbi diagram mutatja:
| Lakosok száma | 125  | 129  | 136  | 144  | 149  | 107  | 92   | 97   | 83   | 74   |
|               | 1869 | 1890 | 1921 | 1950 | 1980 | 2001 | 2017 | 2019 | 2022 | 2024 |